# Leopoldo Nobili

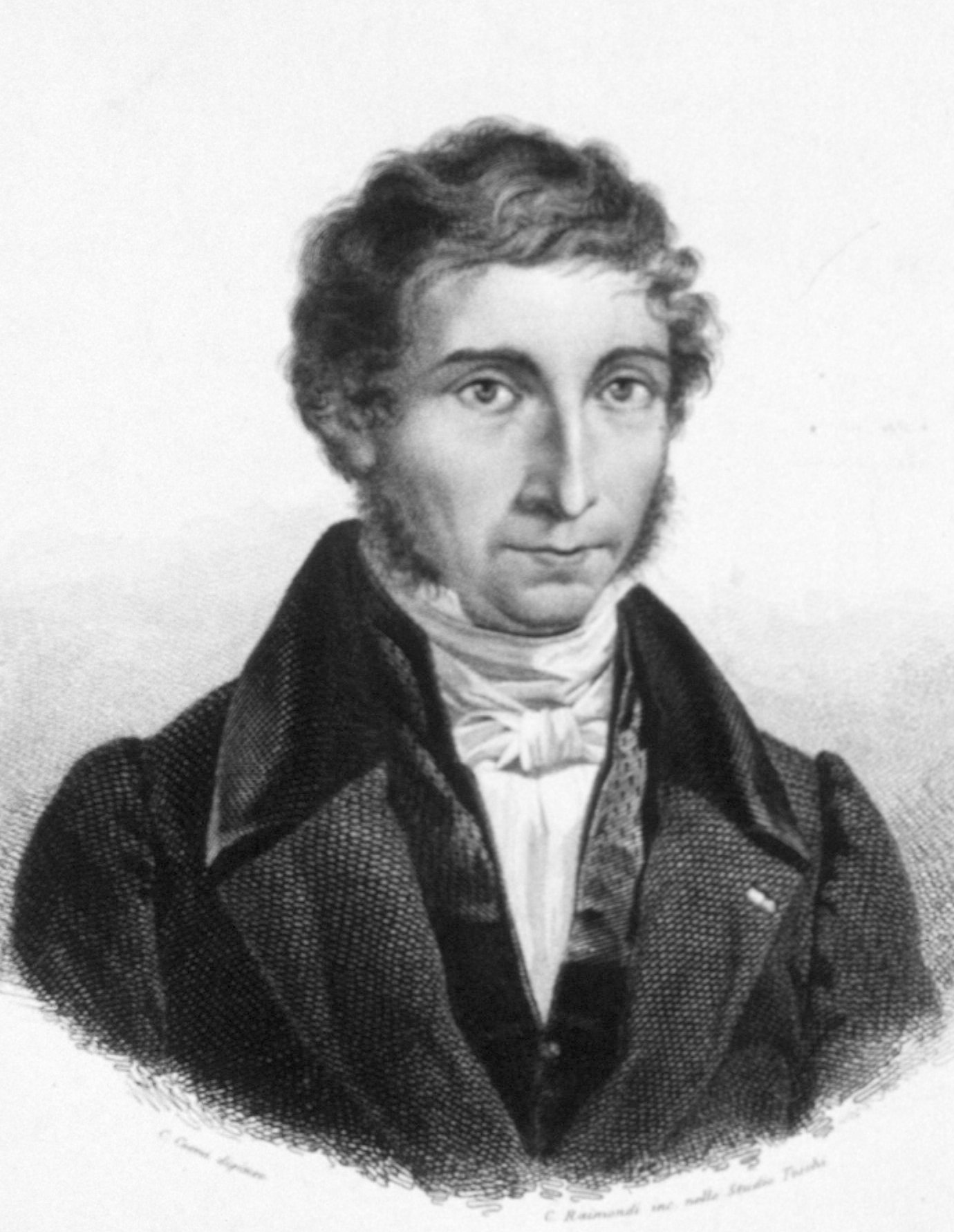
Leopoldo Nobili

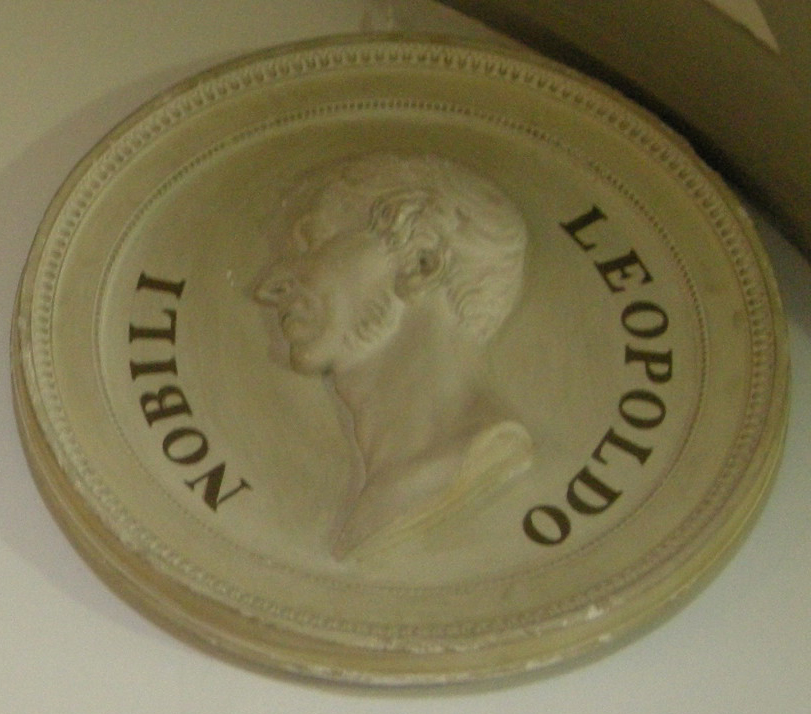
Effigie di Nobili al Museo della Specola

Leopoldo Nobili (Trassilico, 5 luglio 1784 – Firenze, 22 agosto 1835) è stato un fisico e inventore italiano.

## Biografia
Nato a Trassilico (attuale frazione del comune di Gallicano, in Garfagnana) da una famiglia reggiana originaria di Vetto d'Enza, era figlio del podestà del paese Pellegrino, e di Irene Beretti Amorotti di Carpineti. All'epoca Trassilico faceva parte dei domini Estensi, che avevano da poco esteso i confini del Ducato di Modena e Reggio al mar Tirreno. Dopo aver trascorso la giovinezza nel paese natale, entrò a far parte della Scuola Militare di Modena. Si arruolò nell'esercito napoleonico e fu aiutante di campo del viceré Eugenio di Beauharnais e partecipò alla campagna napoleonica di Russia, nella quale meritò la Legion d'Onore. Rientrato in Italia, lasciò la vita militare e diresse la fabbrica di armi di Brescia. Riprese gli studi pubblicando numerose opere, fra cui si ricorda Dell'attrazione molecolare coll'astronomia.

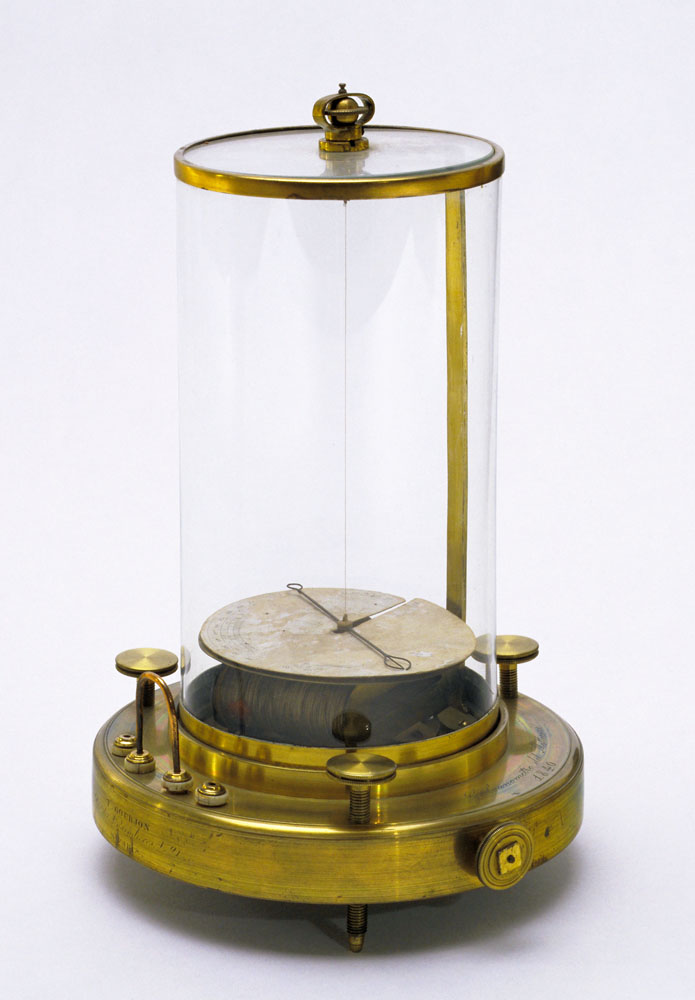
Il galvanometro astatico di tipo Nobili al Museo Galileo, Firenze.

Nel 1825 inventò il galvanometro basato su aghi astatici, strumento fondamentale nella storia dell'elettromagnetismo. L'anno successivo realizzò la pila termoelettrica con Melloni. Nel 1832 venne nominato professore di fisica presso il Reale Museo di fisica e storia naturale di Firenze, dove, in collaborazione con Vincenzo Antinori (direttore del Museo dal 1829), realizzò importanti esperimenti sull'induzione elettromagnetica scoperta da Michael Faraday.
Leopoldo Nobili viaggiò attraverso l'Europa, tenendo conferenze ed incontri con i più famosi scienziati dell'epoca. Partecipò ai moti del 1831 e dovette recarsi esule in Francia. Rientrato nella penisola, per evitare di essere incarcerato nella sua Reggio dalle truppe ducali, pensò di riparare in Toscana. Nel granducato scrisse “La storia sperimentale della moderna fisica”. Nel 1833 fu incaricato dal Granduca Leopoldo II di reggere la cattedra di fisica sperimentale presso il Reale Museo di fisica e storia naturale di Firenze. Il professor Nobili, oltreché insegnare, scrisse fra le altre un'opera in due volumi intitolata Memorie e osservazioni edite ed inedite.
La fama di Leopoldo Nobili si diffuse in tutta Europa ed anche oltre. Fu considerato il primo fra i fisici italiani della prima metà dell'800 "degno di stare vicino a Galileo e di confabulare con Volta" così lo definì nel suo volume La storia di Reggio Emilia il professor Balletti.
Nobili inventò anche il sistema delle Metallocromie.
Leopoldo Nobili, debilitato nel fisico a causa della malattia contratta nella campagna di Russia e dell'intensa mole del lavoro svolto, morì il 22 agosto 1835 all'età di cinquantuno anni.
Fu sepolto fra i grandi nella basilica di Santa Croce a Firenze.

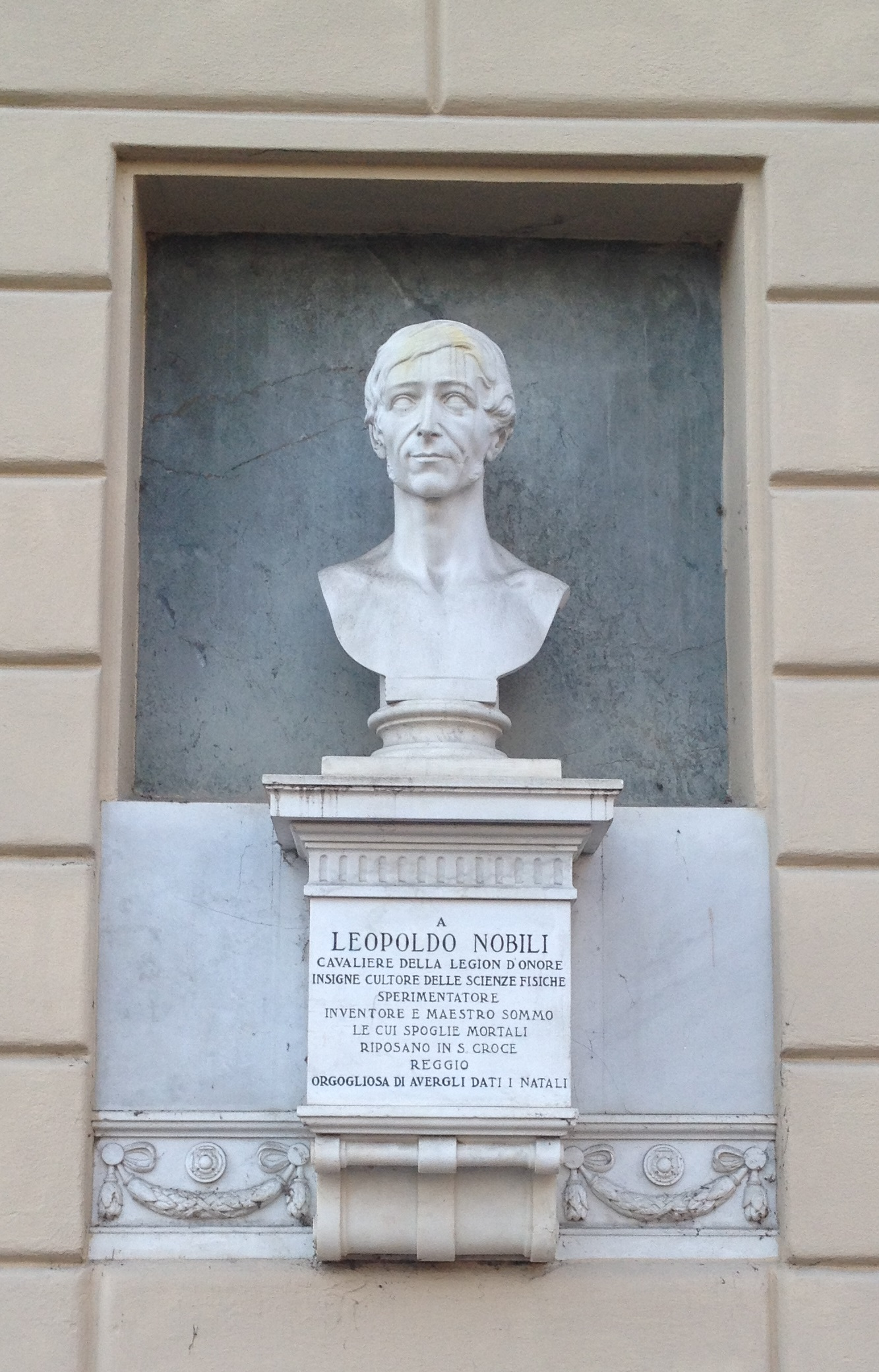
Busto di Leopoldo Nobili a Reggio Emilia

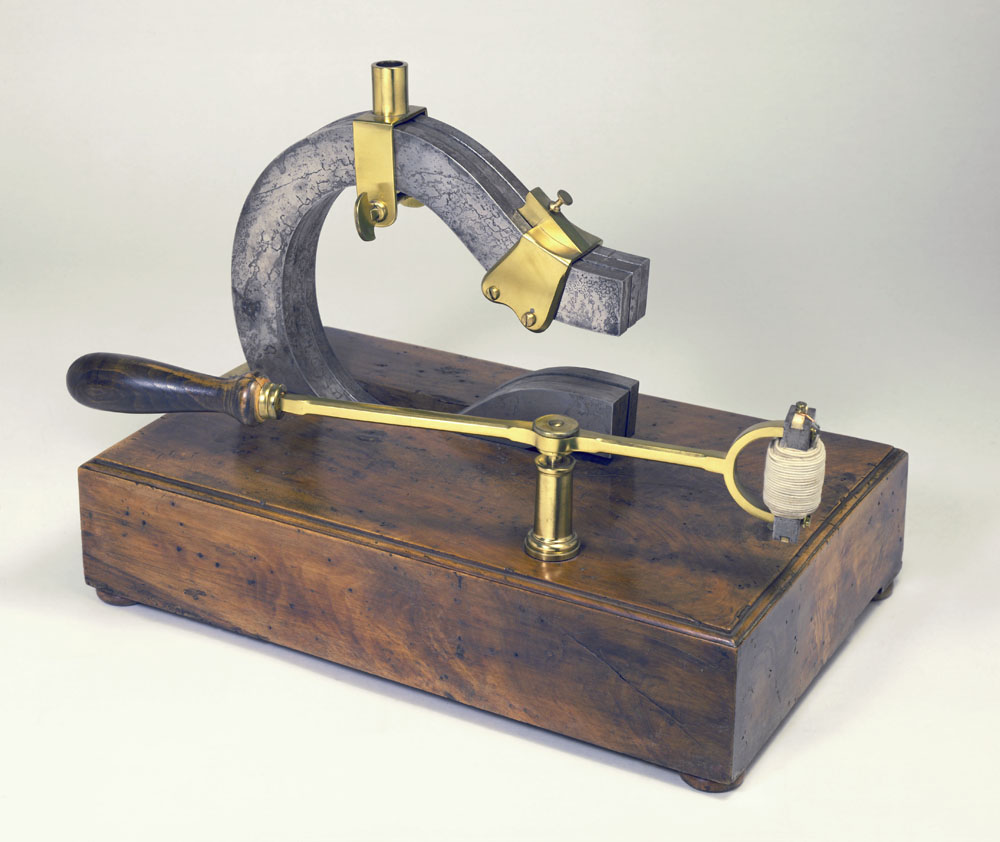
La calamita scintillante di Nobili al Museo Galileo, Firenze.

## Opere
- Introduzione alla meccanica della materia, Milano, Paolo Emilio Giusti, 1819.
- Questioni sul magnetismo, Milano, eredi Soliani, 1824.